# Rigsbankdaler

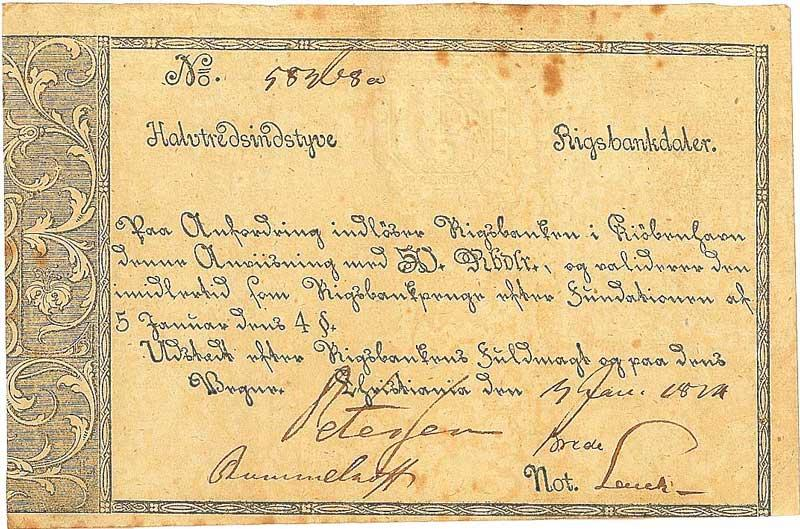
Banknote zu 50 Rigsbankdaler von 1814

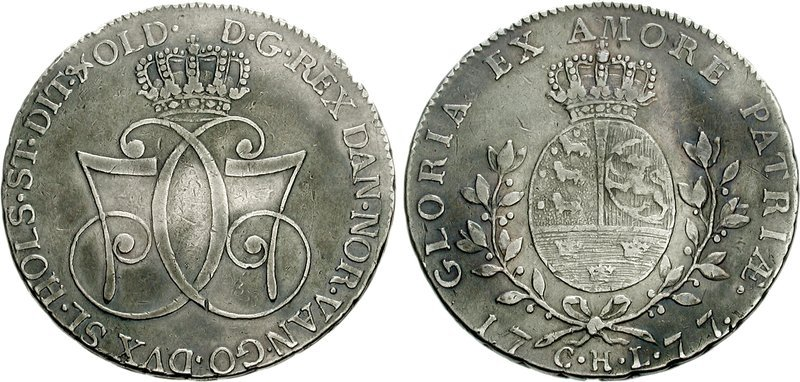
Alter Rigs- bzw. Speciedaler (1777, geprägt in Altona), Vorläufer der geprägten Rigsbankdaler

Der Rigsbankdaler (zeitgenössisch deutsch Reichsbankthaler [RBTh.]) war in einer kurzen Phase der dänischen Währungsgeschichte von 1813 bis 1854 die Währungseinheit im dänischen Gesamtstaat. Während dieser Zeit standen die Herzogtümer Schleswig und Holstein sowie Island unter Oberhoheit des Königs von Dänemark. Norwegen wurde 1814 mit dem Kieler Frieden vom dänischen Gesamtstaat getrennt und wurde ein autonomes Königreich in Personalunion mit Schweden. Der Rigsbankdaler wurde 1854 vom „Rigsdaler R.M.“ (für dänisch Rigsmønt, deutsch Reichswährung) abgelöst.
Rigsbankdaler bezeichnet gleichzeitig die Hauptmünze des damaligen Währungssystems mit einer Masse von 14,5 g Silber (Feingehalt: 875/1000).

## Geschichtlicher Hintergrund Schleswig-Holstein
Vom Spätmittelalter bis in das 19. Jahrhundert ist die schleswig-holsteinische Geschichte von den konkurrierenden Machtinteressen eines deutschstämmigen Adels und der dänischen Krone geprägt. Nach dem Vertrag von Ripen regierte der dänische König die Landesteile Schleswig und Holstein nicht als König von Dänemark. Das Herzogtum Schleswig war ein königlich-dänisches Lehen, das er als Herzog von Schleswig regierte. Holstein (und Stormarn) waren hingegen Reichslehen des Heiligen Römischen Reichs. Er regierte diese Landesteile als Herzog Holstein in Personalunion mit Schleswig. Im Vertrag von Ripen hatte der dänische König zugesagt, in den Herzogtümern Geld der gleichen Art umlaufen zu lassen, wie in Lübeck und Hamburg.
Als bedeutender Machtfaktor neben der dänischen Krone bildete sich nach verschiedenen Erbteilungen das Teil-Herzogtum Schleswig-Holstein-Gottorf heraus. Nachdem Ende des 18. Jahrhunderts der russische Zarentitel an das Haus Holstein-Gottorf gefallen war, bestimmte der Vertrag von Zarskoje Selo im Jahre 1773, dass bedeutende, bislang nicht von Kopenhagen aus regierte Teile des Gesamtherzogtums unter die direkte Herrschaft des dänischen Königs fallen sollten. Nach einigen kleinen Gebietskonsolidierungen stand das Gebiet des heutigen Schleswig-Holsteins an der Wende zum 19. Jahrhundert mit Ausnahme des Fürstentums Lübeck, der Hansestadt Lübeck  und des Herzogtums Sachsen-Lauenburg unter einheitlicher dänischer Verwaltung.
Die Hansestädte Lübeck und Hamburg hatten 1622 einen Münzvertrag beschlossen, dem sich die umliegenden Gebiete anschlossen. Der Reichstaler sollte nach dem Vertrag statt in 32 in 48 Schillinge eingeteilt werden. Da 16 Schillinge traditionell eine (Lübsche) Mark ergaben, galt fortan ein vollwertiger Reichstaler 3 Mark. 1718 führten Lübeck und Hamburg nach einer erneuten Münzreform das Courant-Geld ein. Der zugehörige Couranttaler wurde wieder in 48 Schillinge eingeteilt (Schillinge Courant). Zur Unterscheidung wurden Münzen, die nach dem alten Reichsmünzfuß geprägt waren, nun Speciesthaler oder kurz Species genannt. Da der Münzfuß der Couranttaler im Verhältnis 4:5 verschlechtert wurde, entsprach ein Speciestaler 1 ¼ Couranttaler und 60 Schillingen Courant.
Im königlich-dänischen Altona/Elbe war 1771 eine bis 1863 arbeitende königliche Münze errichtet worden. Die Münze prägte zunächst Speciestaler und Kleinmünzen mit dem Bildnis und den Initialen der dänischen Könige. Im schleswig-holsteinischen Münzsystem des 17. Jahrhunderts galt wie in Hamburg und Lübeck zunächst der Reichs- = Speciestaler nach dem 9 ¼-Taler-Münzfuß. Im Februar 1788 erhielten die Herzogtümer Schleswig und Holstein, die Herrschaft Pinneberg und die Grafschaft Rantzau nach dem Muster der Hansestädte eine eigene neue Silberwährung in Kuranttalern. Ein Taler schleswig-holsteinisch Courant entsprach genau einem der hanseatischen Kuranttaler und wie diese 4/5 eines Speciestalers. Der Taler schleswig-holsteinisch Courant war in 3 Mark Courant zu je 16 Schillingen schleswig-holsteinisch Courant eingeteilt. Es wurden von der königlichen Münze in Altona jedoch auch weiterhin Speciestaler geprägt. Von 1800 bis 1808 geprägte Speciestaler hatten weiterhin das dem alten Reichstaler entsprechende Feingewicht von 25,282 g Silber.
1788 wurde die Schleswig-Holsteinische Speciesbank in Altona gegründet. Der Gründung der Bank wie der Einführung des neuen Geldes waren seit Mitte des 18. Jahrhunderts sich bei der dänischen Kurantbank abzeichnende Schwierigkeiten vorangegangen, ausgegebene Banknoten zum Nennwert in vollwertige Silbermünzen umzutauschen (siehe Geschichte der Dänischen Krone). Die Schleswig-Holsteinische Speciesbank nahm Bareinlagen an, sollte kleine Kredite geben und eigene Banknoten ausgeben. Die Herzogtümer waren so zunächst von den finanziellen Schwierigkeiten des dänischen Gesamtstaats entkoppelt, da die von der dänischen Kurantbank ausgegebenen Banknoten hier kein gesetzliches Zahlungsmittel waren.

## Einführung der Rigsbanksdaler als Folge des dänischen Staatsbankrotts

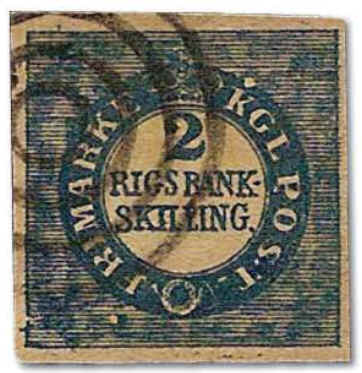
Auch dänische Briefmarken waren in Rigsbankskilling denominiert (1851)

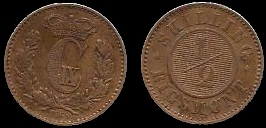
Der Rigsbankskilling wurde ohne Wertänderung in Rigsmontskilling umbenannt

Dänemark litt zu Beginn des 19. Jahrhunderts unter einer durch die Napoleonischen Kriege ausgelösten Wirtschaftskrise sowie insbesondere unter einem während der Herrschaft Napoleons verlorenen Krieg gegen England. Die offizielle dänische Währung der Zeit war der Rigsdaler, der als Speciestaler in 14 lötigem Silber (Feingehalt 875/1000) geprägt wurde.
Die dänische Regierung gab ab 1806 über die dänische Kurantbank zur Finanzierung ihrer Ausgaben in großem Umfang Banknoten heraus, die auf Rigsdaler Courant lauteten. Es kam zu einer starken Inflation und schließlich am 5. Januar 1813 zum faktischen Staatsbankrott.
Die neu gegründete dänische Nationalbank (Rigsbank) gab eine neue Währung heraus, den Rigsbankdaler. Die Rigsdaler-Banknoten wurden im Verhältnis 6:1 auf Rigsbankdaler-Banknoten umgestellt. Die von der Schleswig-Holsteinischen Speciesbank herausgegebenen Banknoten in Höhe von insgesamt weniger als einer Million Speciestalern wurden von der Rigsbank zur Hälfte in Silber ausgezahlt, zur Hälfte durch dänische Staatsanleihen ersetzt.
Um die Funktion der Rigsbankdaler-Banknoten als alleiniges Zahlungsmittel durchzusetzen, wurden die privaten dänischen Zettelbanken sowie die Schleswig-Holsteinische Speciesbank aufgehoben. Der Wert von Papiergeld der neuen Währung erreichte im September 1813 mit 9 % sein Minimum und fluktuierte in den kommenden Jahren stark.
Der Rigsbankdaler wurde zunächst nur als Rechnungsmünze und als Denomination der Banknoten genutzt, da der dänische Staat kaum über Münzsilber verfügte. Erst 1839 wurden auch Rigsbankdaler in Specie geprägt (siehe nächster Abschnitt). Voraussetzung war eine restriktive Finanz- und Währungspolitik, die die ausstehenden Banknoten langsam einzog, als auch das in den 1830er Jahren einsetzende starke Wirtschaftswachstum. Die Prägung der ersten Rigsbankdaler markiert den Zeitpunkt, als wieder eine Kursparität zwischen Banknoten und geprägten Speciestalern erreicht wurde. Auf Rigsbankdaler lautende Banknoten wurden damals wieder zur Einlösung zum Nennwert in Silber von der dänischen Nationalbank angenommen. Diese Konvertibilität war eine Voraussetzung für die internationale Konkurrenzfähigkeit der dänischen Währung und damit des dänischen Finanzplatzes gegenüber Hamburg und der Mark Banco der Hamburger Bank.
Der Rigsbankdaler wurde im 18 ½-Talerfuß geprägt und unterteilt in 96 Rigsbankskilling. Durch die 1:2-Ähnlichkeit der Münzfüße zwischen altem Speciesdaler und zwei vollwertig in Silber ausgeprägte Rigsbankdaler ergab ein Rigsbankdaler 30 Schilling schleswig-holsteinisch Kurant.

## Ablösung des Rigsbankdalers
Ohne Änderungen der Wertigkeit ließ der dänische König Friedrich VII. 1854 die Währung in Rigsdaler R.M. (für Rigsmønt) umbenennen, die Rigsbankskillinge in Skillinge R.M.

## Prägungen
Rigsbankdaler mit zusätzlicher Wertangabe als 30 Schilling schleswig-holsteinisch Kurant wurden von 1842 bis 1848 von König Christian VIII. in Kopenhagen und Altona geprägt, sowie 1849 und 1851 von Friedrich VII. in Kopenhagen. Wie bei den schleswig-holsteinischen Speciestalern lag der Feingehalt bei 875 Promille Silber. Das Rauhgewicht lag bei 14,447 g, das Feingewicht bei 12,640 g.
An Kleinmünzen wurden geprägt:
- 16 Reichsbank Schilling (1/12 Speciestaler) in den Jahren 1816, 1818, 1831, 1839 in Silber (500/1000; 2,107 g fein),
- 8 Reichsbank Schilling (1/24 Speciestaler) in den Jahren 1816, 1818, 1819 in Billon (375/1000 Silber; 1,053 g fein),
- 32 Rigsbankskilling (10 Schilling Courant) in Altona in den Jahren 1842 und 1843 in Silber (687/1000 Silber; 4,214 g fein),
- 16 Rigsbankskilling (5 Schilling Courant) in Kopenhagen in den Jahren 1842 und 1844 in Silber (500/1000 Silber; 2,106 g fein),
- 8 Rigsbankskilling (2 ½ Schilling Courant) in Altona im Jahre 1843 in Billon (375/1000 Silber; 2,106 g fein),
- 4 Rigsbankskilling (1 ¼ Schilling Courant) in den Jahren 1841 (Kopenhagen) und 1842 (Kopenhagen, Altona) in Billon (250/1000 Silber; 2,106 g fein).